# اختلاط اجتماعی لوک
اختلاط اجتماعی لوک (انگلیسی: Luke's Society Mixup) یک فیلم کمدی صامت کوتاه به کارگردانی هال روچ است که در سال ۱۹۱۶ منتشر شد.

## بازیگران
- هارولد لوید
- اسناب پالرد
- ببه دنیلز
- فرد سی. نیومیر
- باد جیمیسون
- چارلز استیونسون